# Grande Prêmio da Itália de 1977
Resultados do Grande Prêmio da Itália de Fórmula 1 realizado em Monza em 11 de setembro de 1977. Décima quarta etapa do campeonato, nele o vencedor foi o norte-americano Mario Andretti, da Lotus, com Niki Lauda, da Ferrari, em segundo e Alan Jones, da Shadow, em terceiro. Tais resultados decidiram o mundial de construtores em prol da Ferrari.

## Resumo
Foi a última participação da equipe BRM na categoria num fim de semana com o piloto belga Teddy Pilette ao volante. Ele não se classificou para a corrida.
Para conquistar o título mundial o sul-africano Jody Scheckter teria que vencer as três provas restantes e Niki Lauda não poderia marcar nenhum ponto nas mesmas e assim o campeonato seria decidido pelo maior número de vitórias do piloto da Wolf.

## Classificação da prova
| Pos. | Nº | Piloto                | Construtor         | Voltas | Tempo/Diferença | Grid | Pontos |
| ---- | -- | --------------------- | ------------------ | ------ | --------------- | ---- | ------ |
| 1    | 5  | Mario Andretti        | Lotus-Ford         | 52     | 1:27:50.30      | 4    | 9      |
| 2    | 11 | Niki Lauda            | Ferrari            | 52     | + 16.96         | 5    | 6      |
| 3    | 17 | Alan Jones            | Shadow-Ford        | 52     | + 23.63         | 16   | 4      |
| 4    | 2  | Jochen Mass           | McLaren-Ford       | 52     | + 28.48         | 9    | 3      |
| 5    | 22 | Clay Regazzoni        | Ensign-Ford        | 52     | + 30.11         | 7    | 2      |
| 6    | 3  | Ronnie Peterson       | Tyrrell-Ford       | 52     | + 1:19.22       | 12   | 1      |
| 7    | 27 | Patrick Nève          | March-Ford         | 50     | + 2 voltas      | 24   |        |
| 8    | 26 | Jacques Laffite       | Ligier-Matra       | 50     | + 2 voltas      | 8    |        |
| 9    | 24 | Rupert Keegan         | Hesketh-Ford       | 48     | + 4 voltas      | 23   |        |
| Ret  | 10 | Ian Scheckter         | March-Ford         | 41     | Transmissão     | 17   |        |
| Ret  | 12 | Carlos Reutemann      | Ferrari            | 39     | Spun Off        | 2    |        |
| Ret  | 16 | Riccardo Patrese      | Shadow-Ford        | 39     | Spun Off        | 6    |        |
| Ret  | 14 | Bruno Giacomelli      | McLaren-Ford       | 38     | Motor           | 15   |        |
| Ret  | 8  | Hans-Joachim Stuck    | Brabham-Alfa Romeo | 31     | Motor           | 11   |        |
| Ret  | 1  | James Hunt            | McLaren-Ford       | 26     | Spun Off        | 1    |        |
| Ret  | 4  | Patrick Depailler     | Tyrrell-Ford       | 24     | Motor           | 13   |        |
| Ret  | 20 | Jody Scheckter        | Wolf-Ford          | 23     | Motor           | 3    |        |
| Ret  | 15 | Jean-Pierre Jabouille | Renault            | 23     | Motor           | 20   |        |
| Ret  | 34 | Jean-Pierre Jarier    | Penske-Ford        | 19     | Motor           | 18   |        |
| Ret  | 23 | Patrick Tambay        | Ensign-Ford        | 9      | Motor           | 21   |        |
| Ret  | 19 | Vittorio Brambilla    | Surtees-Ford       | 5      | Acidente        | 10   |        |
| Ret  | 6  | Gunnar Nilsson        | Lotus-Ford         | 4      | Suspensão       | 22   |        |
| Ret  | 30 | Brett Lunger          | McLaren-Ford       | 4      | Motor           | 19   |        |
| Ret  | 7  | John Watson           | Brabham-Alfa Romeo | 3      | Acidente        | 14   |        |
| DNQ  | 9  | Alex Dias Ribeiro     | March-Ford         |        |                 |      |        |
| DNQ  | 28 | Emerson Fittipaldi    | Fittipaldi-Ford    |        |                 |      |        |
| DNQ  | 18 | Lamberto Leoni        | Surtees-Ford       |        |                 |      |        |
| DNQ  | 38 | Brian Henton          | Boro-Ford          |        |                 |      |        |
| DNQ  | 36 | Emilio de Villota     | McLaren-Ford       |        |                 |      |        |
| DNQ  | 25 | Ian Ashley            | Hesketh-Ford       |        |                 |      |        |
| DNQ  | 29 | Teddy Pilette         | BRM                |        |                 |      |        |
| DNQ  | 33 | Hans Binder           | Penske-Ford        |        |                 |      |        |
| DNQ  | 41 | Loris Kessel          | Apollon-Ford       |        |                 |      |        |
| DNQ  | 21 | Giorgio Francia       | Brabham-Alfa Romeo |        |                 |      |        |

## Tabela do campeonato após a corrida
| Pos. | Piloto           | Pontos |
| ---- | ---------------- | ------ |
| 1    | Niki Lauda       | 69     |
| 2    | Jody Scheckter   | 42     |
| 3    | Mario Andretti   | 41     |
| 4    | Carlos Reutemann | 35     |
| 5    | James Hunt       | 22     |

| Pos. | Construtor         | Pontos  |
| ---- | ------------------ | ------- |
| 1    | Ferrari            | 86 (88) |
| 2    | Lotus-Ford         | 56      |
| 3    | Wolf-Ford          | 42      |
| 4    | McLaren-Ford       | 38      |
| 5    | Brabham-Alfa Romeo | 27      |

- Nota: Somente as primeiras cinco posições estão listadas e a campeã mundial de construtores surge grafada em negrito. As dezessete etapas de 1977 foram divididas em um bloco de nove e outro de oito corridas onde cada piloto descartava um resultado por bloco e no mundial de construtores computava-se apenas o melhor resultado de cada equipe por prova.